# Mojahedin-e-kalq

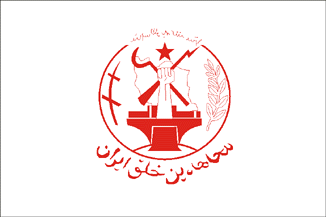
Bandera dels mujaidins.

Els Mojahedin-e-kalq (MEK), traduït com a "Combatents del poble" i també "Mujahidins del Poble", és una organització armada iraniana, fundada el 1965, amb barreja d'islamisme i marxisme.
Després de la revolució islàmica del 1979 no va trigar a enfrontar-se al poder teocràtic dels aiatol·làs. Poc després de l'inici de la Guerra Iran-Iraq, la derrota a la batalla de Dezful va tenir importants implicacions polítiques a l'Iran. El president Abolhassan Banisadr esperava que una victòria important ajudaria a augmentar la seva posició política i ajudaria a silenciar els seus crítics oponents, però el seu grau d'aprovació va baixar dràsticament i els seus oponents el van atacar encara més, i l'exèrcit, al qual donava suport, estava ara encara més desacreditat. El juny de 1981 el Majlis (Parlament iranià) liderat pel Partit Republicà Islàmic i el primer ministre Mohammad Ali Rajai el van destituir. L'aiatol·là Ruhol·lah Khomeini, que havia fet el paper d'un "àrbitre neutral" i que durant l'any anterior havia intentat resoldre les diferències entre Banisadr i els seus oponents, va aprovar la seva destitució. Banisadr va fugir del país disfressat amb un pilot de la força aèria que desertava per evitar l'arrest i va ser substituït per una junta no oficial, liderada pel president Rajaii, el nou primer ministre Javad Bahonar i el president del Parlament Ali Akbar Hashemi Rafsanjani, que va prohibir tots els partits polítics, excepte el Partit Republicà Islàmic.
Banisadr, amagat amb el suport del MEK va intentar organitzar una aliança de faccions anti-Khomeini per recuperar el poder, incloent el MEK, el Partit Democràtic del Kurdistan Iranià i l'Organització Fedaian, mentre evitava qualsevol contacte amb grups monàrquics exiliats. Es va reunir moltes vegades mentre s'amagava amb el líder del MEK Massoud Rajavi per planificar una aliança, però després de l'execució el 27 de juliol del membre del MEK Mohammad Reza Saadati, Banisadr i Rajavi van concloure que no era segur romandre a l'Iran.
El procés de Banisadr va iniciar un període de diversos mesos de gairebé guerra civil i terror a l'Iran. Centenars de funcionaris del govern van morir en atemptats del MEK com l'atemptat de Haft-e Tir del 28 de juny del 1981 a la seu del Partit Republicà Islàmic que matava al voltant de 70 alts càrrecs, membres del govern i diputats, incloent-hi Mohammad Beheshti, secretari general del partit i cap de l'organització judicial de la República Islàmica, o l'atemptat del 30 d'agost de 1981 a Teheran que va matar Rajai i Bahonar, i gairebé Rafsanjani, El règim iranià va desencadenar la seva pròpia onada de terror, torturant i executant més de 3.000 membres de l'oposició i purgant l'exèrcit regular una vegada més fis a suprimir la majoria dels seus oponents, inclosos els clergues dissidents.
A començaments dels anys vuitanta, els caps del MEK van fugir a Europa i el 1987 l'organització es va establir a Iraq, on, amb l'ajut de Saddam Hussein, la seva branca militar (l'Exèrcit Nacional d'Alliberament de l'Iran) va establir un veritable exèrcit rebel amb milers de soldats i equipament militar, inclosos tancs i vehicles pesants, que va subsistir després del 2003 sota ocupació nord-americana.
Políticament, estan aliats a altres grups democràtics i d'esquerra amb els quals es va crear un Parlament iranià a l'exili i un Consell Nacional de Resistència de l'Iran, dels que aquesta organització n'és l'ànima.